# Уэлан, Майкл
Майкл Уэлан (англ. Michael Whelan) — американский художник в жанре фантастики, специализирующийся на иллюстрации фантастических книг. Многократный лауреат премии «Хьюго».

## Биография
Майкл родился 29 июня 1950 в городе Калвер-Сити, Калифорния, в семье авиакосмического инженера, переезжавшей с места на место. Сам Уэлан отмечал, что постоянное присутствие рядом с космическими стартовыми площадками, возможно, повлияло на его пристрастие к фантастике. Майкл окончил художественный колледж в Денвере и Университет штата Калифорния в Сан-Хосе в 1973 году. В следующем году Уэлан выставил свои работы на фестивале WorldCon 1974 года и вскоре получил контракт с DAW Books.
Художник переехал в Коннектикут, занявшись иллюстрацией профессионально. Его работы для книг Энн Маккефри из серии «Драконы Перна» завоевали премию «Хьюго» в 1980 году, его первую профессиональную премию. В последующие годы Майкл получал «Хьюго» шестнадцать раз, установив рекорд для этой премии. В 1992 году ему был вручен Супер-Хьюго с формулировкой «Лучшему художнику за последние 50 лет».
Майкл женат на Одри Прайс, у них двое детей: Алекса и Эдриан. Он увлекается музыкой и восточными единоборствами, и имеет чёрный пояс по Кэмпо. В конце 1990-х годов здоровье художника было сильно подорвано, он страдал от болезни Лайма и рака простаты. Врачам удалось поставить Майкла на ноги в 2000 году. В последние годы Майкл редко работает под заказ и больше времени посвящает рисованию в своё удовольствие. Среди немногих исключений — обложки для книг Брендона Сандерсона из серии «Колесо Времени»; Уэлан согласился взяться за серию после смертей её автора Роберта Джордана и основного иллюстратора серии Даррелла Свита.

## Работы
Среди произведений, над оформлением которых работал Уэлан —
- «Память, Скорбь и Тёрн» и «Иноземье» Тэда Уильямса,
- «Вечный Воитель» Майкла Муркока,
- «Тёмная Башня» Стивена Кинга (включая внутренние иллюстрации),
- «Драконы Перна» Энн Маккефри,
- «Боги Марса» Эдгара Р. Берроуза
- «Хроники холодного пламени» Селии Фридман,
- «Ученик Убийцы» Робин Хобб
- обложки альбомов групп Sepultura, Meat Loaf и Obituary.

В свободное от заказов время Майкл рисует сюрреалистические картины и пейзажи. Его работы наполнены символикой, переходящей из картины в картину и являющейся своего рода авторским знаком. Так, целая серия картин построена на интерпретации раковины улитки. Есть серия символических картин, посвящённых христианским добродетелям (благоразумие, мужество, смирение, нежность), изображённым в виде женщин.

## Награды
- Шестнадцать Премий «Хьюго», в том числе двенадцать как лучшему художнику (1980, 1981, 1982, 1983, 1984, 1985, 1986, 1988, 1989, 1991, 1992, 2000, 2002). Спецприз «Лучшему художнику за последние 50 лет».
- Премия «Балрог» как лучшему художнику (1980)
- Три Всемирных Премии Фэнтези (1981, 1982, 1983)
- Одиннадцать премий «Чесли» (профессиональная премия художников-фантастов).
- Золотая медаль Общества Иллюстраторов (1997)
- В 2009 включён в Зал Славы Научной Фантастики.

## Художественные издания
- Wonderworks: Science Fiction and Fantasy Art, (1979) ISBN 0-915442-74-4
- Michael Whelan’s Works of Wonder, (1988) ISBN 0-345-32679-2
- The Art of Michael Whelan: Scenes/Visions, (1993) ISBN 0-553-07447-4
- Something in My Eye, (1997) ISBN 0-929480-82-1
- Infinite Worlds: The Fantastic Visions of Science Fiction Art, Vincent Di Fate (1997), ISBN 978-0-670-87252-7